# Zuivere wiskunde
De naam zuivere wiskunde duidt de beroepsactiviteit en het studiedomein aan van wiskundigen die de voorkeur geven aan de uitbreiding of verfijning van wiskundige inzichten en methoden boven de rechtstreekse toepassing ervan in andere gebieden van de wetenschap of in de technologie. 
Het is dus niet zozeer een tak van de wiskunde, als wel een meer algemene manier om wiskunde te benaderen.
Doordat nuttige toepassingen helemaal niet gegarandeerd zijn (en dikwijls pas veel later blijken), is wellicht voor vele niet-wiskundigen het nut in de maatschappij niet direct duidelijk. Daardoor houdt deze term soms een impliciet waardeoordeel in.
Ter contrast wordt vaak de term toegepaste wiskunde gehanteerd. Men zou kunnen beweren dat "toegepaste wiskunde" als studiedomein een contradictio in terminis is en dat wiskunde zuiver hoort te zijn en blijven. Dit laatste is een voorbeeld van een waardeoordeel.